# Irène Pétry
Irène Pétry (Borgworm, 20 juni 1922 - Ukkel, 17 april 2007) was een  Belgische politica voor de PS en was staatssecretaris voor ontwikkelingssamenwerking (1973) en voorzitter van het  Arbitragehof.

## Levensloop
Als socialistisch militant richtte Pétry in 1945 een afdeling van de Socialistische Vooruitziende Vrouwen op in Borgworm. Als SVV-secretaris in Borgworm werd ze in 1949 hoofdredactrice van het maandblad La femme prévoyante, waardoor ze echter naar Brussel moest verhuizen. In 1953 werd ze benoemd tot nationaal secretaris van de Franstalige afdeling van de SVV, een mandaat dat ze zou behouden tot in 1982.
Haar feministische activiteiten beperkten zich niet alleen tot de SVV. Ze was ondervoorzitter en vanaf 1966 voorzitter van de Internationale Vrouwenraad en tevens was ze ondervoorzitter van de Socialistische Internationale. Als feministe zette Pétry zich in de jaren 1950 in voor juridische en economische gelijkheid tussen mannen en vrouwen, in de jaren 1960 ijverde ze voor de oprichting van een familiaal planningscentrum en in de jaren 1970 voor de legalisering van abortus. 
Van 1959 tot 1964 was ze voor de PSB gemeenteraadslid van Ukkel, waarna ze voor lange tijd niet meer politiek actief was. In 1973 werd ze echter door André Cools terug naar de politiek gehaald om als extraparlementair staatssecretaris voor Ontwikkelingssamenwerking te worden in de Regering-Leburton , een mandaat dat echter in oktober 1973 al ten einde kwam. Pétry was de eerste vrouwelijke socialist die in België een ministerpost uitoefende.
Nadat ze naar Sprimont verhuisde, werd ze bij de verkiezingen van 1974 voor het arrondissement Luik verkozen tot lid van de Kamer van volksvertegenwoordigers. In 1976 werd ze bovendien verkozen tot gemeenteraadslid van Sprimont. In 1977 verliet ze de Kamer en werd ze voor het arrondissement Luik verkozen in de Belgische Senaat, waar ze tot in 1984 zou blijven zetelen. Van 1980 tot 1984 zetelde ze hierdoor ook in de Waalse Gewestraad en de Raad van de Franse Gemeenschap. Van 1980 tot 1982 was ze de voorzitter van de Raad van de Franse Gemeenschap.
In september 1984 stopte ze als gemeenteraadslid en parlementslid nadat ze door haar partij afgevaardigd werd in de Franstalige taalgroep van het Arbitragehof, waarvan ze op 19 februari 1991 de voorzitter werd. Nadat ze in juni 1992 de leeftijdsgrens van 70 jaar bereikte, verliet ze het Arbitragehof.
In mei 1992 werd ze benoemd tot minister van Staat.